# Тасниф
Тасниф, тесниф, тэсниф (перс. تصنيف‎ — составление, сочинение, произведение) — вокально-инструментальный жанр классической персидской музыки, использующий регулярный метр. Тасниф считается персидским эквивалентом баллады. Большая часть таснифов была записана в начале XX века. Тема многих из них — патриотизм, отражающий дух народа. Таснифы, составленные позже, в основном посвящены любовным темам, в них используются классические стихи 
.

## История
Впервые теория таснифа упоминается в трудах Абд аль-Кадира Мараги в XV веке, однако до конца XIX века мало кто относился к жанру таснифа серьезно, предпочитая ему классический аваз или радиф.
Вокальное пение в период поздних Каджаров (1875-1925 годы), как правило, подразделялось на несколько категорий: религиозное, народное, городское, аристократическое и политическое. Помимо таснифа, существовали также соруд (перс. سرود — гимн), религиозная песня и таране (перс. ترانه — народная песня).
Словом «тасниф» стали обозначать жанр авторской песни, связанный с классической музыкой - он был популярен в определенных поэтических и аристократических кругах. Музыкальное наследие классического таснифа значительно расширили композиторы Мортаза Нейдавуд и Мохаммад Али-Амир Джахед.
Композиторы периода поздних Каджаров совмещают в своих таснифах традиционные формы со значительными стилистическими и тематическими изменениями. Одной из черт персидской поэзии XIX века было значительное упрощение персидского языка для обращения к массовой аудитории, а не только к аристократии и власти. Такие композиторы как Акбар Шейда и Абуль-Касем Ареф использовали новый ход поэзии, и это принесло их музыке новых слушателей.
В период Конституционной революции в Иране (1905-1911 годы) тасниф и таране сыграли важную роль в процессе политической борьбы. Многие поэты этого периода писали как в обычных поэтических формах, таких как газель, так и в свободной: создавали тексты песен. Они публиковали тексты таснифов и сорудов в журналах и на отдельных листовках и распространяли их в надежде, что среди читателей будут музыканты. Тасниф исполнялся в революционных обществах и на неформальных собраниях в концертных залах в крупных городах.
В 1970-е годы произошло возрождение таснифа как жанра: огромное количество музыкантов прилагали значительные усилия, чтобы найти старых мастеров и взять у них уроки мастерства. Классический тасниф остается важным жанром классической персидской музыки.

## Структура
Для теснифа характерны мелодическая стабильность, ритмическая определённость, законченность формы, лирический, иногда подвижный характер.
Классический тасниф — это песня, составленная в мелодическом типе гуше (перс. گوشه) дестгяха (перс. دستگاه) на любовные темы. Такой тасниф использует классические поэтические метры и формы, например, метры и формы газалей, рубаи или мосаммата, и включает периодический припев, ритмично отличающийся от стиха. Поэтический текст может иметь секционные деления, определяемые длиной слога, рифмами и метрическими схемами.
Тесниф может исполнятся и в начале дастгяха в качестве вступления. Каждый тесниф относится к определённому разделу дастгяха, и название теснифа связано с названием и музыкальным характером этого раздела.
Тасниф может исполняться вне формата дастгаха. Выбор конкретного таснифа и стиля исполнения зависит от того, на чем специализируется музыкант — на таснифе или авазе. Традиционное различие исполнителей таснифа и аваза состоит в том, что исполнитель аваза способен спеть тахрир (перс. تحریر), а исполнитель таснифа имеет сильное развитое чувство ритма и, как правило, играет на томбаке (иранский барабан кубкообразной формы).
Среди певцов ханенде широко распространено также самостоятельное исполнение теснифов. В этом случае в начале или среднем разделе теснифа используется небольшой фрагмент мугама, а нередко в таком теснифе объединяются особенности не только какого-либо мугамного раздела, но и всего мугама.
Поэтическую основу составляют газели, используются также гошма, баяты, герайлы и другие формы лирической поэзии.

## Авторы (Иран)
- Ареф Казвини

## Исполнители (Азербайджан)
- Джаббар Карьягды оглу
- Сеид Шушинский
- Хан Шушинский
- Абульфат Алиев
- Гулу Аскеров
- Алибаба Мамедов